# Gare d’Arcy-sur-Cure
Gare d’Arcy-sur-Cure vasútállomás Franciaországban, Arcy-sur-Cure településen.

## Vasútvonalak
Az állomást az alábbi vasútvonalak érintik:
- Cravant - Bazarnes-Dracy-Saint-Loup-vasútvonal

## Kapcsolódó állomások
A vasútállomáshoz az alábbi állomások vannak a legközelebb:
- Gare de Voutenay (Gare d’Avallon)
- Gare de Vermenton (Paris Gare de Bercy)